# Народно читалище „Асен Златаров – 1924“
Народно читалище „Асен Златаров – 1924“ е читалище в село Огняново, България. Читалището е регистрирано под № 905 в Министерство на културата на България.
Основано е в 1924 година във Фотовища, днес Огняново, под името „Борис Сарафов“, преимуенувано на „Асен Златаров – 1924“. Сред дейностите на читалището са детски танцов състав, мъжка певческа фолклорна група и библиотека с 12 988 тома. Сред целите на читалището са развитието на духовната култура в Огняново, развитието на певческото и танцовото изкуство, библиотечното дело в селото и обогатяването на духовната култура на населението.